# Dobollópatak
Dobollópatak˙(románul: Valea Dobârlăului falu Romániában, Kovászna megyében.

## Története
Korábban Dobolló része volt. A trianoni békeszerződésig Háromszék vármegye Sepsi járásához tartozott.

## Népessége
353 lakosából 346 román, 7 magyar.

## Vallások
A nemzetiségi arányoknak megfelelően 346 az ortodox és 7 a református vallásúak létszáma.